# Weapon Prime
Weapon Prime (ou Weapon P.R.I.M.E.) est une équipe de super-héros appartenant à l'univers de Marvel Comics. Elle est apparue pour la première fois dans X-Force #11, en 1992.
À la différence d'une véritable équipe de super vilains, Weapon Prime est un groupe d'agents du gouvernement canadien, censé remplacer la Division Alpha lorsque cette dernière disparut en 1994.

## Biographie du groupe
Le Weapon Prototype Induced Mutation Echelon fut initié par Garrison Kane dans le but de capturer Cable, alors en rupture de ban après une prise d'otage à New York.
À l'origine, il s'agissait de rassembler quelques éléments superhumains et d'en faire une force de frappe canadienne, alliée aux États-Unis. Le commandant du SHIELD, G.W. Bridge, fut instrumentalisé dans sa décision de lancer l'équipe contre Cable après que Stryfe se fut fait passer pour le leader de X-Force.
Bridge se joignit à Grizzly et Rictor, désireux de se venger de leur ancien partenaire.
L'équipe traqua Cable et son équipe jusque dans leur base des Adirondacks, alors que les mutants s'apprêtaient à la fuir. La base explosa et Cable réussit à s'échapper. Après à cet échec, Bridge et Grizzly quittèrent l'équipe.
La dernière mouture de l'équipe rassemblait Tigerstryke, Yéti, Double Trouble et Killjoy. Ils tentèrent d'empêcher Domino, Hammer et Grizzly, tous anciens du Wild Pack, de voler des dossiers du Département K.
Après la disparition de la Division Alpha, Weapon Prime fut envoyé à la poursuite de Véga, à Ibiza. Ils y tuèrent accidentellement son amant d'un soir, puis voyagèrent jusqu'en Russie où ils se retrouvèrent opposés à un cirque contrôlé par Arcade. Finalement, Véga fut capturé à La Nouvelle-Orléans et Arcade intervint pour le défendre. Ils laissèrent pourtant Véga libre.
On n'a pas revu l'équipe depuis. 

## Composition de l'équipe
L'équipe incluait à l'origine : 
- Garrison Kane, cyborg surnommé aussi Weapon X.
- G.W. Bridge, alors haut-gradé du SHIELD.
- Grizzly, mutant à la force surhumaine.
- Yéti
- Tigerstryke, utilisant une combinaison basée sur celle de Guardian.
- Killjoy), portant une armure de titanium équipée de faux sur les avant-bras.
- Rictor.

Des membres quittèrent l'équipe, laissant : 
- Tigerstryke
- Yéti
- les jumelles Double Trouble, partageant un lien psychique leur permettant de voler et de générer des rafales de plasma.
- Killjoy (aussi appelée Killspree).